# El Danto
Pour les articles homonymes, voir Danto.
El Danto est l'une des six paroisses civiles de la municipalité de Lagunillas dans l'État de Zulia au Venezuela. Sa capitale est Ciudad Ojeda, chef-lieu de la municipalité.